# Scopula separata
Scopula separata là một loài bướm đêm trong họ Geometridae.